# Steinbrüche von Ober- und Unterrieden

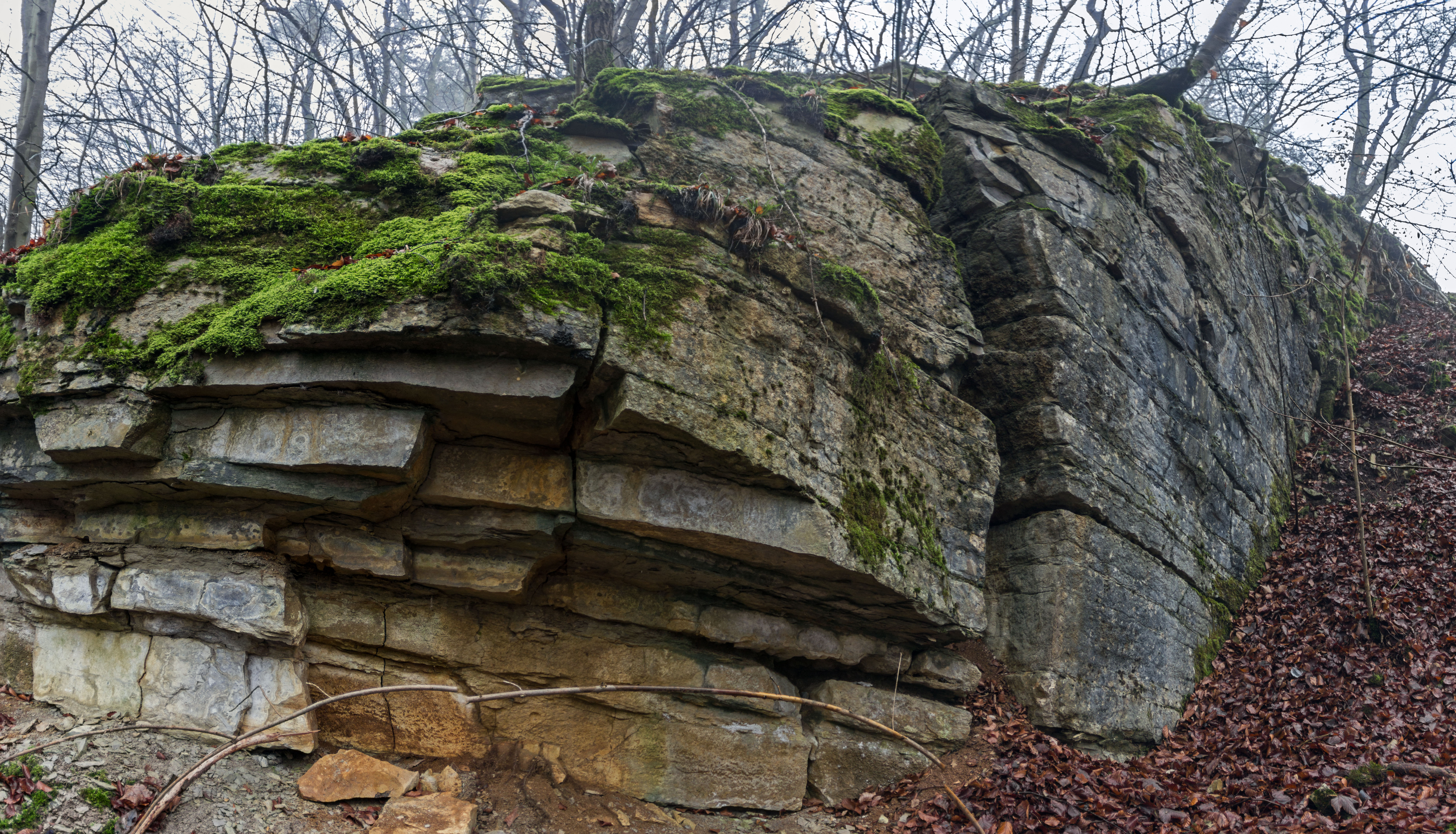
Bruchwand im Steinbruch

Die Steinbrüche von Ober- und Unterrieden sind aufgelassene Steinbrüche nahe Oberrieden, einem Gemeindeteil der mittelfränkischen Stadt Altdorf in Bayern.

## Geographie
Die Steinbrüche liegen unmittelbar nebeneinander etwa 600 Meter südwestlich von Oberrieden und einen Kilometer nordöstlich von Unterrieden. Nahe den beiden Steinbrüchen befinden sich die Reste eines Kalkofens. Neben der Verbindungsstraße von Unterrieden nach Oberrieden ist noch heute der Verladesilo aus Beton gut sichtbar. Die Bruchwände sind verstürzt und das Areal stark eingewachsen.
Die Steinbrüche sind ganzjährig frei zugängig. An einigen Stellen besteht Absturzgefahr. Das Gelände ist zu Fuß oder mit dem Fahrrad über nichtbeschilderte Waldwege von Oberrieden aus erreichbar.

## Geologie
In den beiden Steinbrüchen sind die oberjurassischen Kalk- und Mergelkalksteine des Oxfordiums aufgeschlossen. Die als Werkkalke und Unteren Mergelkalke bezeichneten Karbonatgesteine sind reich an tierischen Fossilien.

## Nutzung
Das gebrochene Gestein wurde im Kalkofen zu Kalk gebrannt oder roh verkauft. Das Rohgestein und der Kalk wurden über Förderbänder zum Verladesilo befördert. Das Gestein wurde bis in die 1960er Jahre und besonders im Dritten Reich intensiv für den Bau der umliegenden Autobahnen genutzt.
Heute wird das Areal freizeitlich genutzt und ist zum Teil mit Bauschutt verfüllt. Auch wurde mehrfach beantragt, die Brüche vollständig zu verfüllen.

## Geotope und Denkmal
Der östliche Steinbruch ist vom Bayerischen Landesamt für Umwelt als Geotop ausgewiesen.
Der ehemalige Steinbruch südwestlich von Oberrieden mit einer Fläche von etwa 1500 m² hat die Geotopnummer 574A014. Der westliche Steinbruch war als Geotop (574A015) ausgewiesen. Westlich der Brüche im Buchenwald befinden sich die Reste eines Kalkofens. Der nun etwa 7 Meter hohe Brennofen wurde 1920 aus roten Ziegeln errichtet. Er ist als Baudenkmal D-5-74-112-277 ausgewiesen.

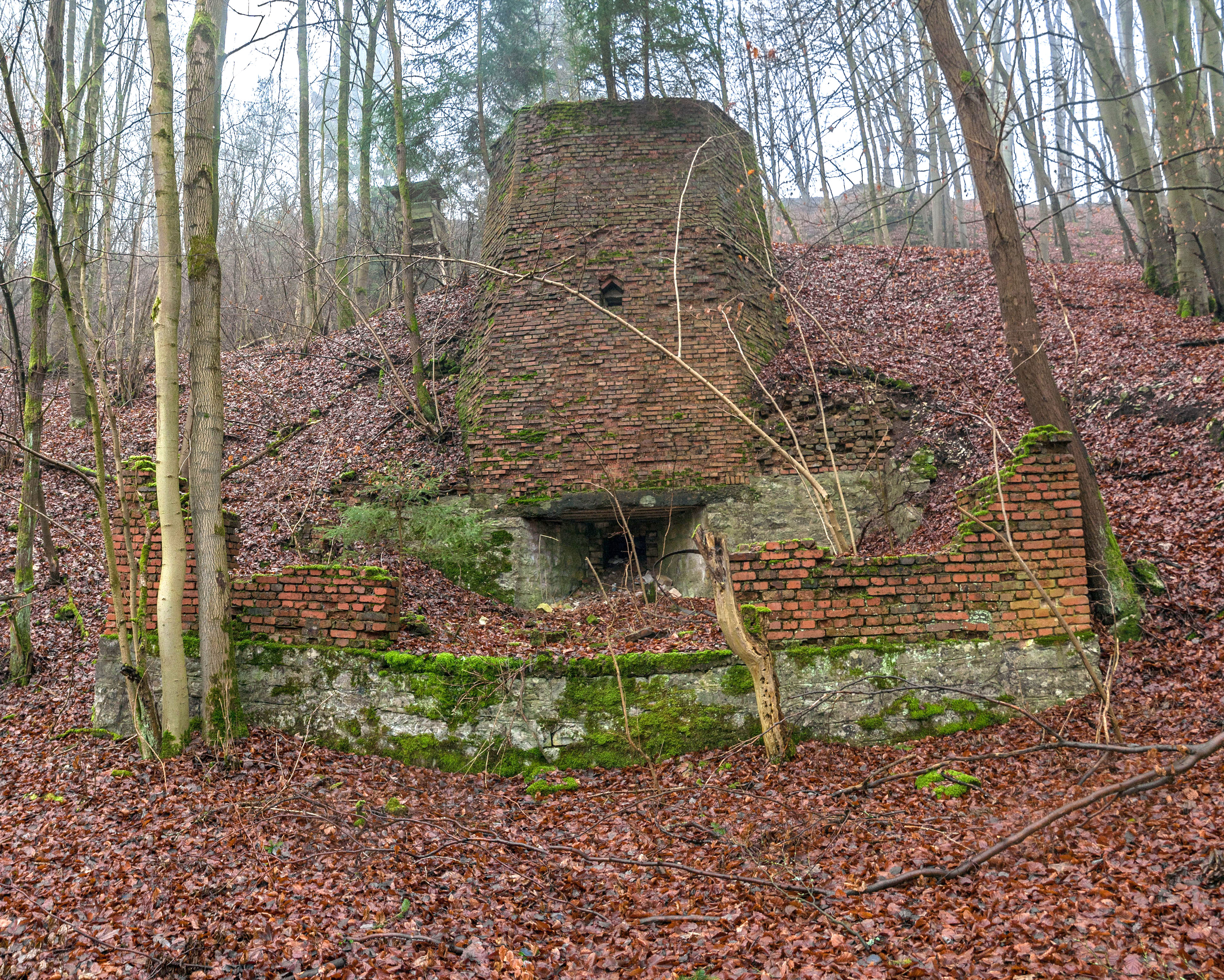
Der Kalkofen
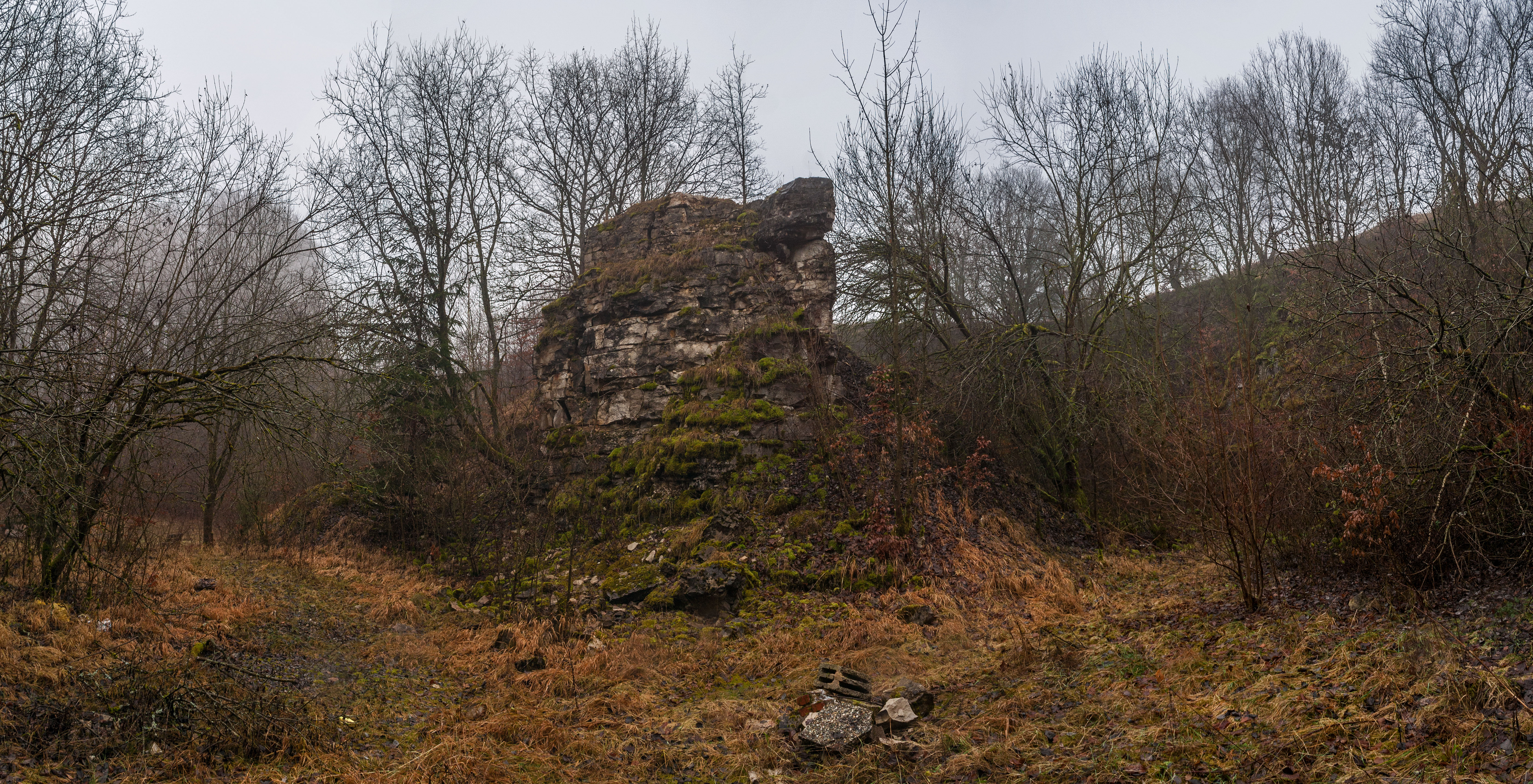
Steinbruch Oberrieden
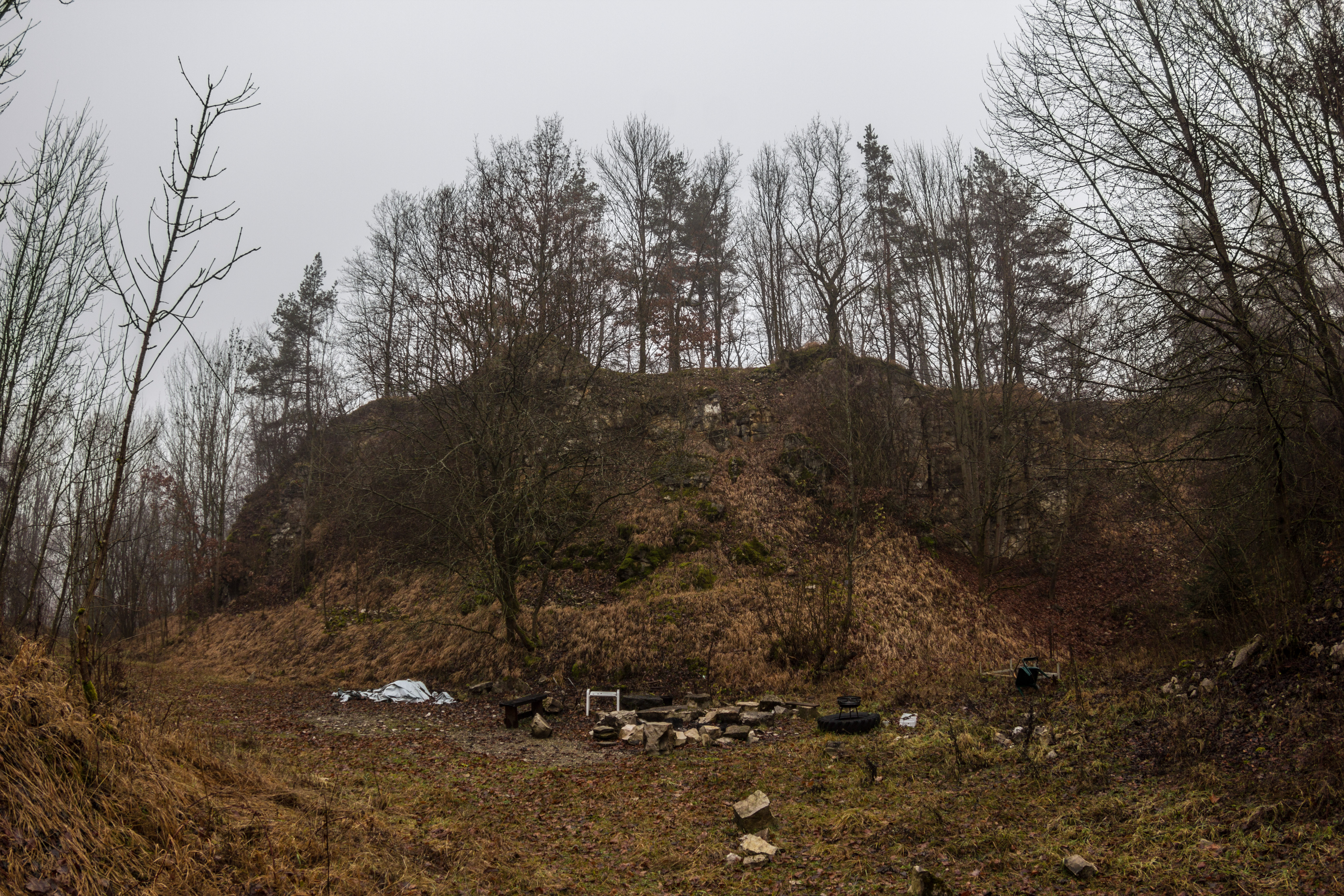
Steinbruch Unterrieden
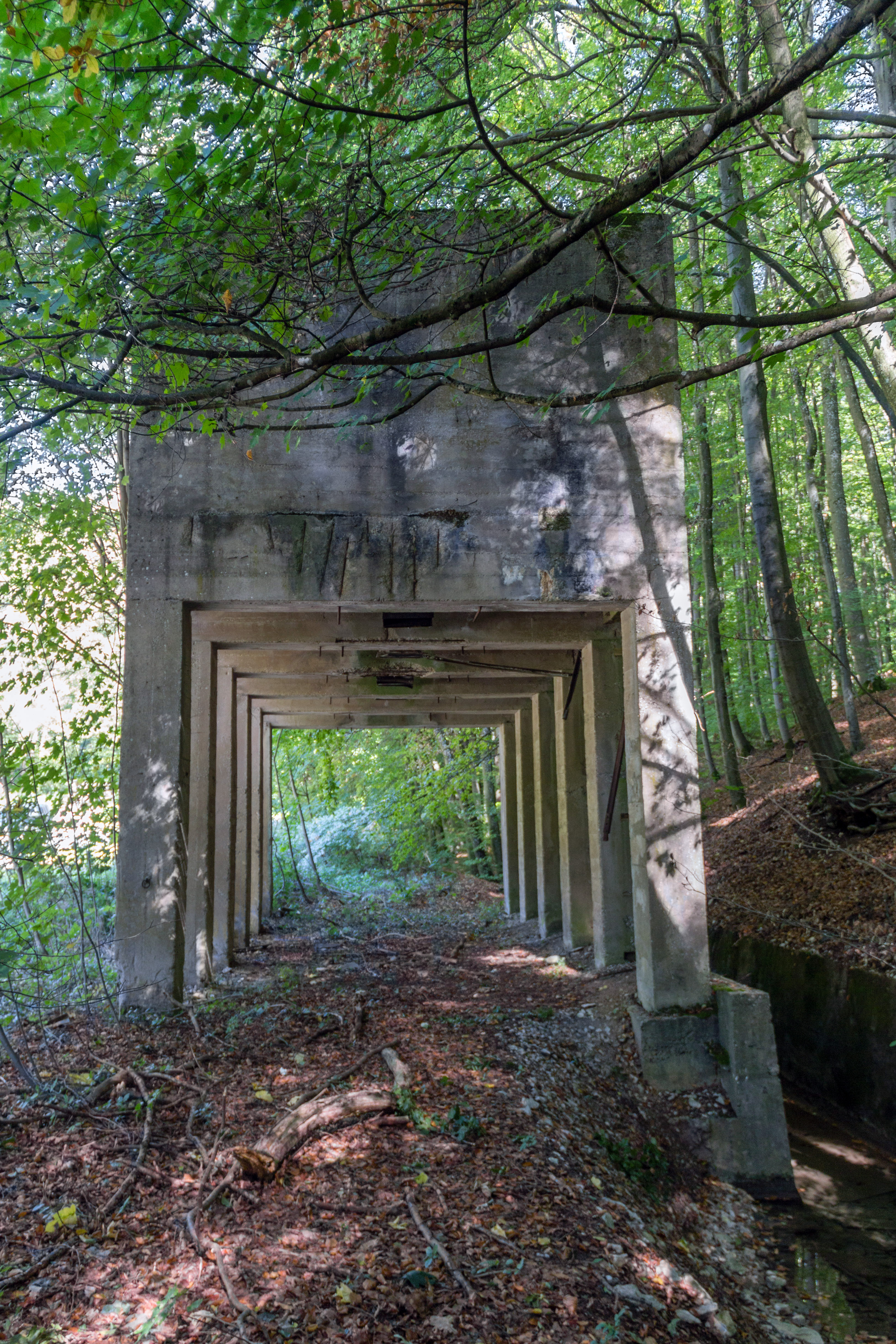
Reste des Schüttsilos